# Rainer Ludwig Claisen
Rainer Ludwing Claisen (Colònia, 14 de gener de 1851 - Godesberg am Rhein, 5 de gener de 1930) fou un destacat químic orgànic alemany. És conegut pels seus treballs de condensacions de carbonils, pels reordanaments sigmatròpics i per la síntesi d'isatina a través d'un procés conegut com la síntesi d'isatina Claisen que va fer el 1879.

## Biografia
Claisen era fill d'un jurista i estudià química a la Universitat de Bonn a partir del 1869, on esdevingué membre de l'associació d'estudiants catòlics d'Arminia, que és una de les societats d'homes estudiantils més antigues. Serví a l'exèrcit com a infermer entre 1870 i 1871, i després continuà els seus estudis a la Universitat de Göttingen. El 1872 retornà a la Universitat de Bonn i començà la seva carrera acadèmica el 1874 al laboratori de Kekulé. El 1882 anà a investigar amb Henry Roscoe i Carl Schorlemmer al Owens College de Manchester, fins al 1885. El 1886 anà a la Universitat de Múnic a treballar amb Adolf von Baeyer. El 1890 aconseguí una plaça de professor de química orgànica a l'escola Tècnica d'Aachen i va acceptar la càtedra de química orgànica en Aquisgrán. El 1897 guanyà la plaça de professor de química a la Universitat de Kiel. El 1904 fou nomenat professor honorari de la Universitat de Berlín on col·laborà amb Hermann Emil Fischer. El 1907 fou nomenat professor emèrit i seguí treballant al seu laboratori privat de Godesberg am Rhein. Aquest era un simple cobert de jardí que va ser molt ben equipat, i Claisen continuar fent ciència seriosa. Claisen va continuar publicant fins a quatre anys abans de la seva mort el 1930.

## Obra

isatina

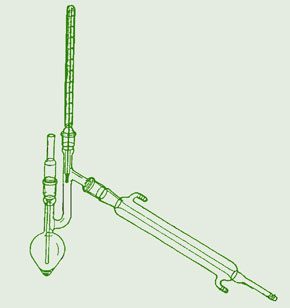
matràs Claisen

Claisen estudià ell 1881 les condensacions dels aldehids aromàtics amb aldehids alifàtics o amb cetones, reacció coneguda com a condensació de Claisen-Schmidt. El 1887 descobrí la condensació de Claisen, reacció que té lloc entre dos èsters o un èster i una cetona en presència d'una base forta, donant lloc a un β-cetoéster o a una β-dicetona. El 1890 descobrí la reacció de Claisen que permet sintetitzar cinamats a partir de la reacció d'aldehids aromàtics i èsters. El 1912 descobrí el reordenament de Claisen que consisteix en un reodenament de l'estructura d'un alilfenilèter per efecte de la temperatura. El 1879 descriví un procés de síntesi de la isatina. També dissenyà el refrigerant de Claisen.
Pel que fa al descobriment de la isatina, el 1881 va descriure la condensació d'aromàtics aldehids amb alifàtics aldehids o cetones. Aquesta variació de l'ara ben coneguda condensació aldòlica reacció es diu la condensació de Claisen-Schmidt. El 1887 tingué lloc el descobriment, la reacció de condensació d'un èster amb un activat grup metilè, ara conegut com la Condensació de Claisen. El 1890 va fer la síntesi de cinamats per reacció de aldehids aromàtics amb èsters. El 1912 es va descobrir la primera reacció sigmatrópico - la transposició de Claisen, la conversió dels èters d'alil de vinil per a G, D cetones insaturades. Va descobrir la síntesi de cinamats per reacció d'aldehids aromàtics amb èsters i induïda tèrmicament reordenació de fenil alil èter. El 1925 es detalla el seu mecanisme de reacció en la seva última publicació científica. En el seu honor, la reacció ha estat nomenada la transposició de Claisen. Fou dissenyador d'una pilota de destil·lació especial, ara es coneix com el matràs Claisen. La solució de Claisen era dissenyar un matràs amb, en essència, dues stillheads apilats un sobre l'altre - la primera per mantenir el capil·lar i el segon per al termòmetre.